# آرثر جيروم إيدي
آرثر جيروم إيدي (بالإنجليزية: Arthur Jerome Eddy)‏ هو صحفي ومحامي أمريكي، ولد في 5 نوفمبر 1859 في فلينت في الولايات المتحدة، وتوفي في 21 يوليو 1920 في شيكاغو في الولايات المتحدة.

## معرض صور

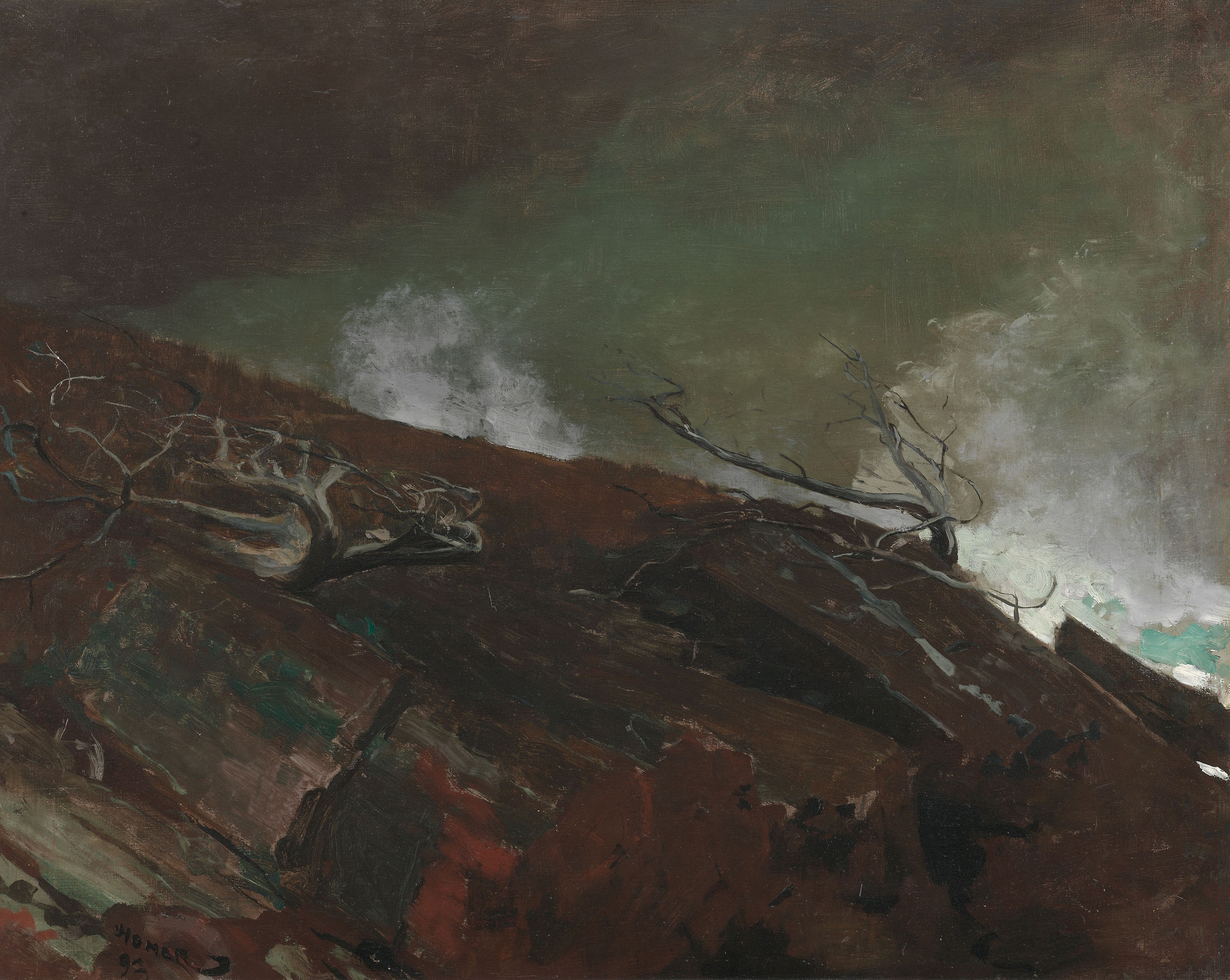
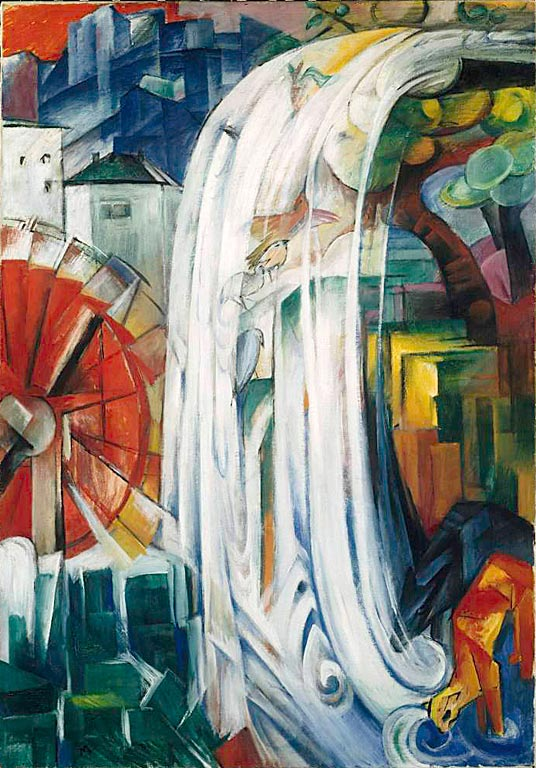